# علی الخطیب
علی الخطیب (عربی: علي الخطيب؛ زادهٔ ۱۸ مارس ۱۹۸۹) بازیکن فوتبال متولد اسرائیل اهل فلسطین است.
از باشگاه‌هایی که در آن بازی کرده است می‌توان به باشگاه فوتبال مکابی نتانیا اشاره کرد.
وی همچنین در تیم‌های ملی فوتبال زیر ۲۳ سال فلسطین و فلسطین بازی کرده است.